# جيمس ريس
جيمس ريس (بالإنجليزية: James Reese)‏ هو لاعب كرة قدم أمريكية أمريكي، ولد في 5 ديسمبر 1968 في ناشفيل في الولايات المتحدة.